# Tetrataenia virgata
Tetrataenia virgata är en insektsart som först beskrevs av Gerstaecker 1889.  Tetrataenia virgata ingår i släktet Tetrataenia och familjen gräshoppor. Inga underarter finns listade i Catalogue of Life.